# Svarttjärnen (Jokkmokks socken, Lappland, 737464-171825)
Svarttjärnen är en sjö i Jokkmokks kommun i Lappland och ingår i Luleälvens huvudavrinningsområde.